# Jüdischer Friedhof (Worblingen)

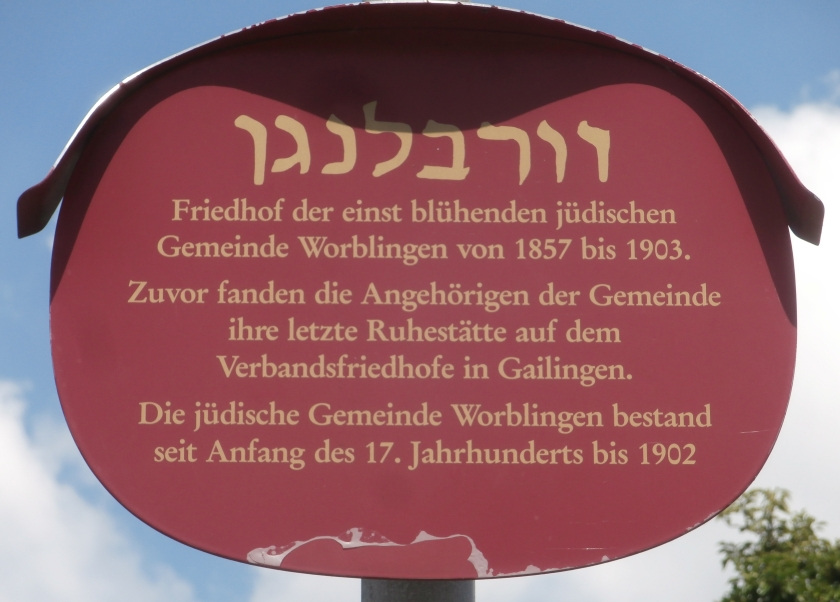
Jüdischer Friedhof Worblingen

Der Jüdische Friedhof Worblingen ist ein jüdischer Friedhof in der Gemeinde Rielasingen-Worblingen im Landkreis Konstanz im südlichen Baden-Württemberg.
Der jüdische Friedhof in Worblingen wurde 1857 angelegt, die erste Bestattung erfolgte im Jahr darauf. Zuvor waren die Toten der kleinen, seit Beginn des 17. Jahrhunderts bestehenden jüdischen Gemeinde von Worblingen in Gailingen beigesetzt worden.
Heute sind auf dem Friedhof noch 65 Grabsteine vorhanden. Der älteste Grabstein ist von 1858, die letzte Bestattung fand 1904 statt.
Der rund 800 Quadratmeter große und von einer Mauer eingefasste Friedhof wird nicht mehr regelmäßig gepflegt, das stets verschlossene Tor ist nur über ein privates Grundstück zugänglich.